# Axis: Bold As Love
Axis: Bold as Love este al doilea album de studio al trupei The Jimi Hendrix Experience. Fiind presați de cǎtre compania de înregistrǎri sǎ realizeze un album care sǎ aibǎ mǎcar același succes cu precedentul disc lansat în mai 1967, Are You Experienced?, Axis: Bold as Love a fost lansat de cǎtre Track Records în Marea Britanie în decembrie 1967. A ajuns pânǎ pe locul 5 în Marea Britanie iar mai târziu pe locul 3 în SUA. 

## Tracklist
1. "EXP" (1:55)
2. "Up from The Skies" (2:55)
3. "Spanish Castle Magic" (3:00)
4. "Wait Until Tomorrow" (3:00)
5. "Ain't No Telling" (1:46)
6. "Little Wing" (2:24)
7. "If 6 Was 9" (5:32)
8. "You Got Me Floating" (2:45)
9. "Castles Made of Sand" (2:46)
10. "She's So Fine" (Noel Redding) (2:37)
11. "One Rainy Wish" (3:40)
12. "Little Miss Lover" (2:20)
13. "Bold as Love" (4:09)

- Toate cântecele au fost scrise și compuse de Jimi Hendrix cu excepția celor notate.

## Single-uri
- "Up from The Skies" (1968)
- "One Rainy Wish" (1968)

## Componențǎ
- Jimi Hendrix - chitară, voce, chitară bas, pian, flaut, vocea lui "Mr. Caruso" pe "EXP"
- Mitch Mitchell - baterie, glockenspiel pe "Little Wing", voce de fundal, "intervievatorul" pe "EXP"
- Noel Redding - chitarǎ bas, voce de fundal, voce principalǎ pe "She's So Fine"